# Vincenzo Piso
Vincenzo Piso (Roma, 29 giugno 1958) è un politico italiano.

## Biografia
Impegnato in politica fin da adolescente, è stato uno dei protagonisti della destra giovanile romana degli anni '70.
Cresciuto politicamente nel quadrante nord della città ha conseguito la maturità classica nel Liceo Ginnasio “Orazio”.
Nel 1995 aderisce alla svolta di Fiuggi che porta alla trasformazione del MSI in Alleanza Nazionale (AN), con cui alle elezioni amministrative del 1997 si candida al consigliere comunale di Roma, venendo eletto per la prima volta consigliere comunale e riconfermato nel 2001 e 2006.
Dal 2002 al 2006 ricopre l’incarico di presidente della federazione romana di AN e dal 2006 al 2008 ha rivestito la carica di vicepresidente del Consiglio comunale di Roma.
Dal 2009 al 2013 è coordinatore regionale del Popolo della Libertà nel Lazio.
Alle elezioni politiche del 2008 è stato candidato alla Camera dei deputati, tra le liste del Popolo della Libertà (lista elettorale che raccoglieva principalmente AN e Forza Italia) nella circoscrizione Lazio 1 in sedicesima posizione, risultando eletto per la prima volta deputato. Nella XVIII legislatura della Repubblica è stato componente della 9ª Commissione Trasporti, poste e telecomunicazioni e, brevemente, della 5ª Commissione Bilancio, tesoro e programmazione.
Alle elezioni politiche del 2013 viene riconfermato deputato della XVII legislatura della Repubblica Italiana nella circoscrizione Lazio 2 per il Popolo della Libertà.
Il 16 novembre 2013, con la sospensione delle attività del Popolo della Libertà, aderisce al Nuovo Centrodestra guidato da Angelino Alfano di cui è membro del consiglio direttivo alla Camera..
Il 23 novembre 2015, dopo numerose critiche rivolte al presidente del partito Angelino Alfano, abbandona il Nuovo Centrodestra, nonché il gruppo Area Popolare alla Camera dei Deputati, passando quindi al Gruppo misto e divenendo uno dei fondatori del Movimento Identità e Azione, guidato da Gaetano Quagliariello.
Il 1º dicembre 2015, poi, aderisce alla componente del Gruppo misto "USEI-IDEA".
Non si ricandida più alle elezioni politiche del 2018.

## Procedimenti giudiziari

### Laziogate
Nel 2005 nell'ambito dello scandalo Laziogate, Piso è indagato per accesso abusivo a sistema informatico, favoreggiamento e violazione della legge elettorale. Nel marzo 2007 Piso viene rinviato a giudizio.
Il 5 maggio 2010 il Tribunale di Roma lo condanna a 8 mesi di reclusione, nonostante la Procura ne avesse chiesto l'assoluzione. Piso ricorre in appello.
Il 29 ottobre 2012 la Corte d'Appello di Roma assolve Piso perché "il fatto non sussiste".

### Mafia Capitale
Nell'ambito dell'inchiesta "Mondo di mezzo" sulla cosiddetta Mafia Capitale Piso viene indagato dalla Procura di Roma per finanziamento illecito.
Il 6 ottobre 2016 la Procura chiede l'archiviazione del caso. La Procura aveva deciso in precedenza di mantenere il massimo riserbo sull'inchiesta, che viene rivelata agli organi di stampa solo dopo la richiesta di archiviazione.
Il 7 febbraio 2017 la Procura archivia il caso e proscioglie Piso dalle accuse.